# 马赫伦
马赫伦（荷蘭語：Machelen，荷蘭語發音：[ˈmɑxələ(n)]）是比利时弗拉芒大区弗拉芒布拉班特省哈勒-维尔福德区的一个市镇，西南与布鲁塞尔首都大区接壤，面积11.59平方千米，人口15,417人（2018年1月1日）。马赫伦是弗拉芒社群的一部分，官方语言与当地多数居民使用的语言为荷蘭語，不过当地有一定数量的法语人口，但马赫伦并不是一个语言便利市镇，市政部门不为法语人士提供语言便利。